# Reyer Venezia Mestre Femminile 2024-2025
Questa voce raccoglie le informazioni riguardanti la Reyer Venezia Mestre Femminile nelle competizioni ufficiali della stagione 2024-2025.

## Stagione
La stagione 2024-2025 della Reyer Venezia femminile sponsorizzata Umana, è la 22ª nel massimo campionato italiano di pallacanestro, la Serie A1, dalla rifondazione del 1998.

## Maglie
Il fornitore ufficiale del materiale tecnico per la stagione 2024-2025 è Erreà.

## Organigramma societario
Dal sito internet della società.
Area dirigenziale
- Presidente: Federico Casarin
- Club manager: Eugenio Dalmasson
- Direttore generale: Paolo Roberto De Zotti

Area generale e organizzativa
- Marketing manager: Paolo Bettio
- Sales manager: Luca Voltolina
- Head press officer: Francesco Rigo
- Organization & Staff manager: Luca Favaro

Area tecnica
- Allenatore: Andrea Mazzon
- Assistente allenatore: Michele Dall'Ora
- Assistente allenatore: Francesca Di Chiara
- Preparatore atletico: Davide Rocco
- Team manager: Matteo Vianello
- Team executive: Pietro Scibetta
- Dirigente: Massimiliano Casoni

Area medica
- Medico: Diego Turchetto
- Medico: Fulvio Di Tonno
- Medico: Maurizio D'Aquino
- Medico chirurgo: Roberto Vianello
- Medico chirurgo: Simone Piovesan
- Dirigente: Antonella Bon
- Fisioterapista: Riccardo Cardani
- Fisioterapista: Martina Vianello
- Assistente Preparatore Atletico: Chiara Doda
- Osteopata e Massoterapista: Alessandra Numa

## Roster
Aggiornato al 18 marzo 2025.
| Umana Reyer Venezia 2024-25 | Umana Reyer Venezia 2024-25 |
| Giocatori                   | Staff tecnico               |
| --------------------------- | --------------------------- |

| N. | Naz.                                            | Ruolo | Nome                | Anno | Alt.   | Peso |  |
| -- | ----------------------------------------------- | ----- | ------------------- | ---- | ------ | ---- |  |
| 0  | Italia (bandiera)                               | G     | Caterina Logoh      | 2003 | 180 cm |      |  |
| 1  | Francia (bandiera)                              | PG    | Lisa Berkani        | 1997 | 175 cm |      |  |
| 3  | Stati Uniti (bandiera)                          | G     | Kamiah Smalls       | 1998 | 178 cm |      |  |
| 6  | Italia (bandiera)                               | P     | Matilde Villa       | 2004 | 172 cm |      |  |
| 7  | Italia (bandiera)                               | AG    | Giuditta Nicolodi   | 1995 | 185 cm |      |  |
| 9  | Italia (bandiera)                               | G     | Francesca Pan (C)   | 1997 | 183 cm |      |  |
| 10 | Serbia (bandiera)                               | C     | Dragana Stanković   | 1995 | 196 cm |      |  |
| 13 | Italia (bandiera)                               | C     | Lorela Cubaj        | 1999 | 193 cm |      |  |
| 15 | Italia (bandiera)                               | A     | Maria Miccoli       | 1995 | 183 cm |      |  |
| 19 | Italia (bandiera)                               | A     | Martina Fassina     | 1999 | 183 cm |      |  |
| 22 | Italia (bandiera)                               | P     | Mariella Santucci   | 1997 | 170 cm |      |  |
| 32 | Stati Uniti (bandiera) · Ungheria (bandiera)    | AG    | Beatrice Mompremier | 1996 | 193 cm |      |  |
| 34 | Finlandia (bandiera) · Sudan del Sud (bandiera) | AG    | Awak Kuier          | 2001 | 195 cm |      |  |
| 40 | Italia (bandiera)                               | C     | Emma D'Este         | 2007 | 192 cm |      |  |
| 43 | Italia (bandiera)                               | A     | Isabel Hassan       | 2009 | 182 cm |      |  |
| 50 | Italia (bandiera) · Lettonia (bandiera)         | C     | Darta Ivane         | 2006 | 194 cm |      |  |

| Allenatore                                                                                           |
| - Andrea Mazzon                                                                                      |
| Assistente/i                                                                                         |
| - Michele Dall'Ora - Francesca Di Chiara Legenda - (C) Capitano - (IN) Inattivo - Infortunato Roster |

## Mercato

### Sessione estiva
| AP/AG | Maria Miccoli     | Eirene Ragusa     | svincolata |
| C     | Dragana Stanković | Orzel Polkowice   | svincolata |
| G     | Kamiah Smalls     | Villeneuve-d'Ascq | svincolata |

| Cessioni | Cessioni        | Cessioni        | Cessioni       | Cessioni |
| R.       | Nome            | a               | Modalità       |          |
| -------- | --------------- | --------------- | -------------- | -------- |
| G        | Alexa Held      | ...             | fine contratto |          |
| AP       | Anna Makurat    | GEAS            | fine contratto |          |
| C        | Laura Meldere   | Magnolia CB     | fine contratto |          |
| P        | Gaia Gorini     | ...             | fine contratto |          |
| C        | Jessica Shepard | Athinaīkos A.S. | fine contratto |          |

### Dopo l'inizio della stagione
| AG/C | Beatrice Mompremier | Template:Danilo's Pizza SK | ingaggiata |

| Cessioni | Cessioni | Cessioni | Cessioni | Cessioni |
| R.       | Nome     | a        | Data     | Modalità |
| -------- | -------- | -------- | -------- | -------- |

## Risultati

### Serie A1

#### Stagione regolare

##### Girone d'andata
| Arbitri: | Mauro Moretti (Marsciano) Vincenzo Di Martino (Santa Maria la Carità) Giovanni Roca (Avellino) |

|               |            |                |
| Kuier 18      | Punti      | 15 Penna       |
| Santucci 3    | Assist     | 4 Attura       |
| Kuier 9       | Rimbalzi   | 8 Coates       |
| Andrea Mazzon | Allenatori | Orazio Cutugno |

| Arbitri: | Enrico Bartoli (Trieste) Pasquale Pecorella (Trani) Francesco Praticò (Reggio Calabria) |

|             |            |               |
| Mathias 19  | Punti      | 16 Smalls     |
| Moriconi 6  | Assist     | 3 Smalls      |
| Spinelli 9  | Rimbalzi   | 8 Cubaj       |
| Nicola Sove | Allenatori | Andrea Mazzon |

| Arbitri: | Marco Vita (Ancona) Stefano Wassermann (Trieste) Fabio Bonotto (Ravenna) |

|               |            |                   |
| Kuier 16      | Punti      | 16 Moore          |
| Berkani 5     | Assist     | 4 Conti 4 Orsili  |
| Stanković 8   | Rimbalzi   | 5 Conti 5 Makurat |
| Andrea Mazzon | Allenatori | Cinzia Zanotti    |

| Arbitri: | Gianluca Gagliardi (Anagni) Fabio Ferretti (Nereto) Nicolò Bertuccioli (Pesaro) |

|                 |            |                 |
| Simon 17        | Punti      | 24 Kuier        |
| D'Alie 5        | Assist     | 6 Villa         |
| Bickle 8        | Rimbalzi   | 5 Berkani 5 Pan |
| Giuseppe Piazza | Allenatori | Andrea Mazzon   |

| Arbitri: | Marco Attard (Firenze) Paolo Puccini (Genova) Luca Rezzoagli (Rapallo) |

|               |            |                    |
| Kuier 25      | Punti      | 16 Ivanova         |
| Stanković 8   | Assist     | 5 Estebas          |
| Cubaj 9       | Rimbalzi   | 13 Yurkevichus     |
| Andrea Mazzon | Allenatori | Marco Silvestrucci |

| Arbitri: | Gian Lorenzo Miniati (Firenze) Francesco Cassina (Desio) Luca Attard (Priolo Gargallo) |

|                       |            |                                     |
| Salaün 12             | Punti      | 13 Kuier                            |
| Keys 5                | Assist     | 2 Kuier 2 Santucci 2 Smalls 2 Villa |
| Andrè 12              | Rimbalzi   | 8 Kuier                             |
| Georgios Dikaioulakos | Allenatori | Andrea Mazzon                       |

| Arbitri: | Valerio Salustri (Roma) Daniele Yang Yao (Vigasio) Andrea Masi (Firenze) |

|                   |            |                             |
| Brzonova 15       | Punti      | 19 Kuier                    |
| Fondren 3 Jakpa 3 | Assist     | 5 Santucci 5 Smalls         |
| Reichert 14       | Rimbalzi   | 5 Kuier 5 Santucci 5 Smalls |
| Paolo Seletti     | Allenatori | Michele Dall'Ora            |

| Arbitri: | Fulvio Grappasonno (Lanciano) Alex D'Amato (Tivoli) Sebastiano Tarascio (Priolo Gargallo) |

|               |            |                     |
| Villa 17      | Punti      | 17 Benson           |
| Stanković 5   | Assist     | 7 Cupido            |
| Kuier 7       | Rimbalzi   | 9 Benson 9 Vojtulek |
| Andrea Mazzon | Allenatori | Lorenzo Serventi    |

| Arbitri: | Daniele Alfio Foti (Bareggio) Andrea Cassinadri (Bibbiano) Andrea Agostino Chersicla (Oggiono) |

|                                    |            |                  |
| Carangelo 12 Gonzales 12           | Punti      | 17 Smalls        |
| Begić 2 Carangelo 2 Diallo Dieng 2 | Assist     | 5 Villa          |
| Pastrello 6                        | Rimbalzi   | 5 Kuier 5 Smalls |
| Antonello Restivo                  | Allenatori | Andrea Mazzon    |

| Arbitri: | Angelo Caforio (Brindisi) Mattia Eugenio Martellosio (Milano) Simone Settepanella (Roseto degli Abruzzi) |

|               |            |                    |
| Berkani 14    | Punti      | 14 Madera          |
| Kuier 6       | Assist     | 4 Quiñonez         |
| Kuier 12      | Rimbalzi   | 11 Kunaiyi-Akpanah |
| Andrea Mazzon | Allenatori | Domenico Sabatelli |

#### Girone di ritorno
| Arbitri: | Stefano De Biase (Treviso) Moreno Almerigogna (Trieste) Vito Castellano (Legnano) |

|                |            |               |
| Penna 28       | Punti      | 15 Villa      |
| Attura 5       | Assist     | 6 Villa       |
| Arado 8        | Rimbalzi   | 8 Kuier       |
| Orazio Cutugno | Allenatori | Andrea Mazzon |

| Arbitri: | Matteo Roiaz (Muggia) Alessandro Tirozzi (Bologna) Giovanni Roca (Avellino) |

|                       |            |              |
| Kuier 12 Stanković 12 | Punti      | 23 Tulonen   |
| Fassina 5             | Assist     | 9 Moriconi   |
| Fassina 8             | Rimbalzi   | 7 Spinelli   |
| Andrea Mazzon         | Allenatori | Nicola Soave |

| Arbitri: | Salvatore Nuara (Treviso) Moreno Almerigogna (Trieste) Stefano De Biase (Treviso) |

|                              |            |               |
| Moore 18                     | Punti      | 21 Kuier      |
| Jakubcová 3 Moore 3 Orsili 3 | Assist     | 8 Smalls      |
| Moore 6 Orsili 6             | Rimbalzi   | 6 Smalls      |
| Cinzia Zanotti               | Allenatori | Andrea Mazzon |

| Arbitri: | Enrico Bartoli (Trieste) Alberto Morassutti (Gradisca d'Isonzo) Paolo Puccini (Genova) |

|                     |            |                     |
| Smalls 16           | Punti      | 17 Simon            |
| Berkani 4 Fassina 4 | Assist     | 3 D'Alie 3 Del Pero |
| Cubaj 9             | Rimbalzi   | 11 Robinson         |
| Andrea Mazzon       | Allenatori | Giuseppe Piazza     |

| Arbitri: | Francesco Cassina (Desio) Claudio Berlangieri (Trezzano sul Naviglio) Vito Castellano (Legnano) |

|                    |            |               |
| Tagliamento 23     | Punti      | 18 Cubaj      |
| Togliani 6         | Assist     | 8 Villa       |
| Jurkevičius 14     | Rimbalzi   | 10 Nicolodi   |
| Marco Silvestrucci | Allenatori | Andrea Mazzon |

| Arbitri: | Roberto Radaelli (Porto Empedocle) Giulio Giovannetti (Recanati) Nicolò Bertuccioli (Pesaro) |
| Crono:   | Tobia Dal Santo (Breganze)                                                                   |

|                               |            |                           |
| Smalls 14                     | Punti      | 13 Juhász                 |
| Berkani 3 Santucci 3 Smalls 3 | Assist     | 3 Dojkić 3 Keys 3 Zanardi |
| Cubaj 7 Kuier 7 Villa 7       | Rimbalzi   | 11 Juhász                 |
| Andrea Mazzon                 | Allenatori | Georgios Dikaioulakos     |

| Arbitri: | Antonio Giunta (Ragusa) Pasquale Pecorella (Trani) Pietro Rodia (Avellino) |

|               |            |               |
| Kuier 15      | Punti      | 12 Roumy      |
| Santucci 4    | Assist     | 3 Fondren     |
| Cubaj 12      | Rimbalzi   | 10 Fantini    |
| Andrea Mazzon | Allenatori | Paolo Seletti |

| Arbitri: | Angelo Caforio (Brindisi) Francesco Praticò (Reggio Calabria) Mauro Davide Barbieri (Roma) |

|                  |            |                   |
| Vojtulek 13      | Punti      | 24 Kuier          |
| Tassinari 5      | Assist     | 2 Cubaj 2 Miccoli |
| Smorto 9         | Rimbalzi   | 10 Cubaj          |
| Lorenzo Serventi | Allenatori | Andrea Mazzon     |

| Arbitri: | Mauro Moretti (Marsciano) Fabio Bonotto (Ravenna) Sebastiano Tarascio (Priolo Gargallo) |

|                                            |            |                   |
| Kuier 18                                   | Punti      | 19 Gonzales       |
| Santucci 6                                 | Assist     | 7 Gonzales        |
| Cubaj 6 Mompremier 6 Nicolodi 6 Santucci 6 | Rimbalzi   | 7 Gonzales        |
| Andrea Mazzon                              | Allenatori | Antonello Restivo |

| Arbitri: | Stefano Ursi (Livorno) Giulio Giovannetti (Recanati) Fabio Ferretti (Nereto) |

|                    |            |               |
| Quiñonez 19        | Punti      | 14 Kuier      |
| Morrison 5         | Assist     | 3 Kuier       |
| Morrison 9         | Rimbalzi   | 10 Mompremier |
| Domenico Sabatelli | Allenatori | Andrea Mazzon |

### Play-off

#### Quarti di finale
| Arbitri: | Nicholas Pellicani (Ronchi dei Legionari) Enrico Bartoli (Trieste) Alberto Morassutti (Gradisca d'Isonzo) |

|                          |            |                   |
| Cubaj 16 Villa 16        | Punti      | 13 Fondren        |
| Fassina 5 Pan 5 Smalls 5 | Assist     | 3 Fondren 3 Porcu |
| Mompremier 13            | Rimbalzi   | 6 Fondren         |
| Andrea Mazzon            | Allenatori | Paolo Seletti     |

| Arbitri: | Stefano De Biase (Treviso) Stefano Wassermann (Trieste) Salvatore Nuara (Treviso) |

|                            |            |               |
| Roumy 30                   | Punti      | 16 Villa      |
| Brzonova 4 Franceschelli 4 | Assist     | 3 Villa       |
| Franceschelli 10           | Rimbalzi   | 9 Cubaj       |
| Paolo Seletti              | Allenatori | Andrea Mazzon |

#### Semifinali
| Arbitri: | Marco Vita (Ancona) Stefano De Biase (Treviso) Fulvio Grappasonno (Lanciano) |

|               |            |                    |
| Villa 16      | Punti      | 19 Scalia          |
| Villa 6       | Assist     | 4 Meldere          |
| Cubaj 17      | Rimbalzi   | 15 Kunaiyi-Akpanah |
| Andrea Mazzon | Allenatori | Domenico Sabatelli |

| Arbitri: | Marco Attard (Sesto Fiorentino) Alessandro Costa (Livorno) Luca Attard (Priolo Gargallo) |

|                   |            |                    |
| Kuier 13 Villa 13 | Punti      | 11 Quiñonez        |
| Villa 4           | Assist     | 4 Trimboli         |
| Cubaj 6 Smalls 6  | Rimbalzi   | 22 Kunaiyi-Akpanah |
| Andrea Mazzon     | Allenatori | Domenico Sabatelli |

| Arbitri: | Gian Lorenzo Miniati (Firenze) Marco Marzulli (Pontedera) Daniele Gai (Roma) |

|                    |            |                    |
| Kunaiyi-Akpanah 20 | Punti      | 16 Smalls          |
| Trimboli 6         | Assist     | 4 Kuier 4 Santucci |
| Kunaiyi-Akpanah 20 | Rimbalzi   | 6 Villa            |
| Domenico Sabatelli | Allenatori | Andrea Mazzon      |

| Arbitri: | Valerio Salustri (Roma) Alberto Perocco (Ponzano Veneto) Lorenzo Lupelli (Roma) |

|                    |            |                           |
| Kunaiyi-Akpanah 17 | Punti      | 17 Kuier                  |
| Morrison 5         | Assist     | 2 Fassina 2 Kuier 2 Villa |
| Kunaiyi-Akpanah 12 | Rimbalzi   | 7 Cubaj                   |
| Domenico Sabatelli | Allenatori | Andrea Mazzon             |

#### Finale
| Arbitri: | Marco Barbiero (Milano) Giulio Giovannetti (Recanati) Fulvio Grappasonno (Lanciano) |

|                       |            |               |
| Laksa 19              | Punti      | 18 Kuier      |
| Verona 5              | Assist     | 5 Smalls      |
| Juhász 8              | Rimbalzi   | 7 Smalls      |
| Georgios Dikaioulakos | Allenatori | Andrea Mazzon |

| Arbitri: | Daniele Alfio Foti (Bareggio) Nicholas Pellicani (Ronchi dei Legionari) Marco Marzulli (Pontedera) |

|                       |            |                 |
| Andrè 16 Salaün 16    | Punti      | 27 Berkani      |
| Verona 9              | Assist     | 4 Villa         |
| Juhász 9              | Rimbalzi   | 7 Cubaj 7 Kuier |
| Georgios Dikaioulakos | Allenatori | Andrea Mazzon   |

| Arbitri: | Roberto Radaelli (Porto Empedocle) Luca Attard (Priolo Gargallo) Michele Centonza (Grottamare) |

|                    |            |                       |
| Cubaj 12 Smalls 12 | Punti      | 13 Verona             |
| Villa 6            | Assist     | 5 Verona              |
| Kuier 9            | Rimbalzi   | 12 Juhász             |
| Andrea Mazzon      | Allenatori | Georgios Dikaioulakos |

| Arbitri: | Marco Attard (Firenze) Francesco Cassina (Desio) Stefano Wassermann (Trieste) |

|                  |            |                       |
| Kuier 24         | Punti      | 16 Salaün             |
| Cubaj 4 Smalls 4 | Assist     | 6 Sottana 6 Verona    |
| Smalls 8         | Rimbalzi   | 10 Verona             |
| Andrea Mazzon    | Allenatori | Georgios Dikaioulakos |

| Arbitri: | Gian Lorenzo Miniati (Firenze) Marco Vita (Ancona) Duccio Maschio (Firenze) |

|                       |            |               |
| Laksa 14              | Punti      | 23 Villa      |
| Sottana 5             | Assist     | 5 Villa       |
| Juhász 11             | Rimbalzi   | 8 Cubaj       |
| Georgios Dikaioulakos | Allenatori | Andrea Mazzon |

### EuroLeague Women

#### Regular season (First round)
| Arbitri: | Blaž Zupančič Maria Ignatiou Nataša Dragojević |

|                |            |                           |
| Goree 13       | Punti      | 15 Cubaj                  |
| Dubei 7        | Assist     | 5 Berkani                 |
| Kiss 9         | Rimbalzi   | 6 Kuier 6 Pan 6 Stanković |
| László Cziczás | Allenatori | Andrea Mazzon             |

| Arbitri: | Özlem Yalman Martina Mekelova Teo Miletić |

|                                        |            |                             |
| Berkani 18                             | Punti      | 15 Jahupova                 |
| Berkani 3 Smalls 3 Villa 3 Stanković 3 | Assist     | 3 Casas 3 Turner 3 Jahupova |
| Cubaj 6                                | Rimbalzi   | 12 Fingall                  |
| Andrea Mazzon                          | Allenatori | Rubén Burgos                |

| Arbitri: | Viola Györgyi Paulina Gajdosz Ioannis Agrafiotis |

|               |            |                 |
| Kuier 16      | Punti      | 20 Conde        |
| Berkani 8     | Assist     | 5 Conde         |
| Smalls 8      | Rimbalzi   | 11 Jones        |
| Andrea Mazzon | Allenatori | Natália Hejková |

| Arbitri: | Veronika Obertova Amal Dahra Sandra Sánchez González |

|               |            |                 |
| Kuier 17      | Punti      | 14 Dubei        |
| Villa 6       | Assist     | 5 Wentzel       |
| Cubaj 7       | Rimbalzi   | 6 Kiss 6 Garbin |
| Andrea Mazzon | Allenatori | László Cziczás  |

| Arbitri: | Edgard Ceccarelli Ewa Matuszewska Nemanja Ninkovic |

|                     |            |               |
| Romero 17           | Punti      | 20 Kuier      |
| Romero 8 Jahupova 8 | Assist     | 5 Stanković   |
| Casas 8             | Rimbalzi   | 7 Kuier       |
| Rubén Burgos        | Allenatori | Andrea Mazzon |

| Arbitri: | Tolga Edis Amal Dahra Elvis Binders-Coders |

|                     |            |                     |
| Conde 18 Cazorla 18 | Punti      | 18 Stanković        |
| Ayayi 8             | Assist     | 8 Santucci 8 Villa  |
| Hof 9               | Rimbalzi   | 8 Kuier 8 Stanković |
| Natália Hejková     | Allenatori | Michele Dall'Ora    |

#### Regular season (Second round)
| Arbitri: | Özlem Yalman Veronika Obertova Branimir Galić |

|                     |            |               |
| Atkinson 13         | Punti      | 21 Kuier      |
| Flores 5            | Assist     | 5 Cubaj       |
| Gatling 8 Hermosa 8 | Rimbalzi   | 7 Kuier       |
| Carlos Cantero      | Allenatori | Andrea Mazzon |

| Arbitri: | Lukasz Jankowski Ivana Ivanovic Elvis Binders-Conders |

|                             |            |                 |
| Kuier 24                    | Punti      | 21 Meesseman    |
| Kuier 3 Santucci 3 Smalls 3 | Assist     | 5 Meesseman     |
| Kuier 12                    | Rimbalzi   | 8 Meesseman     |
| Andrea Mazzon               | Allenatori | Valérie Garnier |

CCC Polkowice si è ritirata a competizione in corso 
| Arbitri: | Özlem Yalman Nikolaos Tziopanos Nermin Hodzic |

|                    |            |                |
| Kuier 10           | Punti      | 9 Atkinson     |
| Santucci 2 Villa 2 | Assist     | 7 Ortiz        |
| Cubaj 10           | Rimbalzi   | 10 Atkinson    |
| Andrea Mazzon      | Allenatori | Carlos Cantero |

| Arbitri: | Jelena Tomic Veronika Obertova Ewa Matuszewska |

|                 |            |                    |
| Meesseman 22    | Punti      | 15 Kuier 15 Smalls |
| Meesseman 9     | Assist     | 3 Kuier            |
| Charles 10      | Rimbalzi   | 8 Kuier            |
| Valérie Garnier | Allenatori | Andrea Mazzon      |

### Supercoppa Italiana
| Arbitri: | Enrico Boscolo (Chioggia) Salvatore Nuara (Treviso) Alberto Perocco (Ponzano Veneto) |

|               |            |                       |
| Kuier 24      | Punti      | 22 Salaün             |
| Villa 10      | Assist     | 5 Verona 5 Zanardi    |
| Stanković 8   | Rimbalzi   | 7 Andrè               |
| Andrea Mazzon | Allenatori | Georgios Dikaioulakos |

### Coppa Italia
| Arbitri: | Stefano Wassermann (Trieste) Antonio Giunta (Ragusa) Matteo Roiaz (Muggia) |

|               |            |                        |
| Villa 18      | Punti      | 14 Melchiori 14 Attura |
| Smalls 4      | Assist     | 3 Attura               |
| Cubaj 14      | Rimbalzi   | 6 Arado 6 Zahui        |
| Andrea Mazzon | Allenatori | Orazio Cutugno         |

| Arbitri: | Marco Vita (Ancona) Valerio Salustri (Roma) Marco Marzulli (Pontedera) |

|                       |            |                       |
| Stanković 9           | Punti      | 17 Andrè 17 Dojkić    |
| Berkani 3             | Assist     | 3 Dojkić              |
| Kuier 10 Stanković 10 | Rimbalzi   | 8 Keys                |
| Andrea Mazzon         | Allenatori | Georgios Dikaioulakos |

## Statistiche

### Statistiche di squadra
| Competizione        | G  | V  | P  | Pt   | 2PT      | 3PT     | TL      | Rimbalzi | Rimbalzi | Rimbalzi | Stop | Palle | Palle | Ass |
| Competizione        | G  | V  | P  | Pt   | 2PT      | 3PT     | TL      | Off      | Dif      | Tot      | Stop | Perse | Rec.  | Ass |
| ------------------- | -- | -- | -- | ---- | -------- | ------- | ------- | -------- | -------- | -------- | ---- | ----- | ----- | --- |
| Serie A1 LBF        | 20 | 18 | 2  | 1525 | 481/841  | 129/419 | 219/321 | 210      | 603      | 813      | 75   | 276   | 202   | 377 |
| Playoff             | 11 | 7  | 4  | 789  | 227/462  | 63/220  | 146/195 | 91       | 321      | 412      | 32   | 128   | 90    | 168 |
| EuroLeague Women    | 10 | 3  | 7  | 688  | 193/394  | 73/240  | 87/114  | 78       | 243      | 321      | 22   | 139   | 99    | 166 |
| Supercoppa italiana | 1  | 1  | 0  | 88   | 22/37    | 8/19    | 20/28   | 9        | 26       | 35       | 2    | 18    | 9     | 25  |
| Coppa Italia        | 2  | 1  | 1  | 116  | 29/81    | 12/49   | 22/26   | 27       | 65       | 92       | 5    | 31    | 16    | 18  |
| Totale              | 44 | 30 | 14 | 3206 | 952/1815 | 285/947 | 494/684 | 415      | 1258     | 1673     | 136  | 592   | 416   | 754 |

### Andamento in campionato
| Giornata  | 1 | 2 | 3 | 4 | 5 | 6 | 7 | 8 | 9 | 10 | 11 | 12 | 13 | 14 | 15 | 16 | 17 | 18 | 19 | 20 | 21 | 22 |
| --------- | - | - | - | - | - | - | - | - | - | -- | -- | -- | -- | -- | -- | -- | -- | -- | -- | -- | -- | -- |
| Luogo     | T | T | - | C | T | C | T | T | C | T  | C  | T  | C  | -  | T  | C  | T  | C  | C  | T  | C  | T  |
| Risultato | V | V | - | V | V | V | V | V | V | V  | P  | V  | V  | -  | V  | V  | V  | P  | V  | V  | V  | V  |
| Posizione | 1 | 2 | 3 | 3 | 2 | 1 | 1 | 1 | 1 | 1  | 1  | 1  | 1  | 2  | 2  | 2  | 1  | 2  | 2  | 2  | 2  | 2  |

Fonte:  Serie A – Classifica, su legabasketfemminile.it. URL consultato il 16 marzo 2025.
Legenda:

Luogo: C = Casa; T = Trasferta. Risultato: V = Vittoria; P = Sconfitta.
- = Turno di riposo.

### Statistiche giocatrici
| Giocatrice    | Serie A1+Playoff | Serie A1+Playoff | Serie A1+Playoff | Serie A1+Playoff | Coppa Italia | Coppa Italia | Coppa Italia | Coppa Italia | Supercoppa Italiana | Supercoppa Italiana | Supercoppa Italiana | Supercoppa Italiana | EuroLeague Women | EuroLeague Women | EuroLeague Women | EuroLeague Women | Totale | Totale | Totale | Totale |
| Giocatrice    | PG               | PTI              | AST              | RIM              | PG           | PTI          | AST          | RIM          | PG                  | PTI                 | AST                 | RIM                 | PG               | PTI              | AST              | RIM              | PG     | PTI    | AST    | RIM    |
| ------------- | ---------------- | ---------------- | ---------------- | ---------------- | ------------ | ------------ | ------------ | ------------ | ------------------- | ------------------- | ------------------- | ------------------- | ---------------- | ---------------- | ---------------- | ---------------- | ------ | ------ | ------ | ------ |
| L. Berkani    | 13+9             | 76+84            | 30+8             | 31+22            | 2            | 22           | 3            | 6            | 1                   | 18                  | 3                   | 4                   | 10               | 69               | 23               | 23               | 35     | 269    | 67     | 86     |
| L. Cubaj      | 18+11            | 154+111          | 31+21            | 109+81           | 2            | 9            | 0            | 23           | -                   | -                   | -                   | -                   | 9                | 58               | 15               | 51               | 40     | 332    | 67     | 264    |
| E. D'Este     | 1                | 0                | 0                | 0                | -            | -            | -            | -            | -                   | -                   | -                   | -                   | -                | -                | -                | -                | 1      | 0      | 0      | 0      |
| M. Fassina    | 16+11            | 107+26           | 23+12            | 57+26            | 2            | 7            | 0            | 4            | 1                   | 3                   | 0                   | 1                   | 8                | 37               | 2                | 16               | 38     | 180    | 37     | 104    |
| I. Hassan     | 2+2              | 4+4              | 0+0              | 0+1              | -            | -            | -            | -            | -                   | -                   | -                   | -                   | -                | -                | -                | -                | 4      | 8      | 0      | 1      |
| D. Ivane      | 1                | 0                | 0                | 0                | -            | -            | -            | -            | -                   | -                   | -                   | -                   | -                | -                | -                | -                | 1      | 0      | 0      | 0      |
| A. Kuier      | 20+11            | 296+138          | 36+21            | 116+63           | 2            | 21           | 3            | 15           | 1                   | 24                  | 2                   | 6                   | 10               | 168              | 17               | 63               | 44     | 647    | 79     | 263    |
| C. Logoh      | 14+2             | 22+3             | 8+0              | 9+4              | -            | -            | -            | -            | -                   | -                   | -                   | -                   | 2                | 0                | 0                | 0                | 18     | 25     | 8      | 13     |
| M. Miccoli    | 16               | 42               | 11               | 39               | -            | -            | -            | -            | 1                   | 5                   | 0                   | 4                   | 6                | 12               | 1                | 7                | 23     | 59     | 12     | 50     |
| B. Mompremier | 2+5              | 18+31            | 1+1              | 16+23            | -            | -            | -            | -            | -                   | -                   | -                   | -                   | -                | -                | -                | -                | 7      | 49     | 2      | 39     |
| G. Nicolodi   | 15+10            | 36+24            | 19+8             | 50+19            | 2            | 0            | 0            | 1            | 1                   | 6                   | 2                   | 4                   | 5                | 7                | 3                | 7                | 33     | 73     | 32     | 81     |
| F. Pan        | 20+11            | 120+74           | 26+11            | 41+22            | 2            | 8            | 0            | 2            | 1                   | 4                   | 1                   | 1                   | 9                | 64               | 7                | 20               | 43     | 270    | 45     | 86     |
| M. Santucci   | 20+11            | 93+52            | 56+17            | 70+12            | 2            | 0            | 1            | 2            | 1                   | 2                   | 4                   | 2                   | 10               | 23               | 24               | 18               | 44     | 170    | 102    | 104    |
| K. Smalls     | 19+11            | 211+83           | 40+25            | 62+46            | 2            | 11           | 4            | 8            | 1                   | 6                   | 2                   | 4                   | 10               | 108              | 31               | 35               | 43     | 419    | 102    | 155    |
| D. Stanković  | 20+5             | 144+17           | 34+1             | 81+10            | 2            | 15           | 2            | 11           | 1                   | 12                  | 1                   | 8                   | 10               | 63               | 15               | 35               | 38     | 251    | 53     | 145    |
| M. Villa      | 20+11            | 202+142          | 60+40            | 49+41            | 2            | 23           | 5            | 11           | 1                   | 8                   | 10                  | 1                   | 9                | 83               | 29               | 20               | 43     | 458    | 144    | 122    |